# Спајдермен 2
Спајдермен 2 (енгл. Spider-Man 2) је амерички филм из 2004. године режисера Сема Рејмија. Филм је други по реду из филмског серијала о Спајдермену у коме главну улогу игра Тоби Магвајер као Питер Паркер / Спајдермен, а у осталим улогама су Кирстен Данст, Џејмс Франко, Алфред Молина и други.
Смештена две године након догађаја из филма Спајдермен, радња прати Питера Паркера који се бори да усклади свој лични живот и своје дужности као Спајдермен, које утичу на његову свакодневицу. У међувремену, др Ото Октавијус постаје дијаболични зликовац, након што неуспели експеримент убија његову жену и оставља га неуролошки спојеног за механичке краке. Спајдермен мора да га спречи да успешно изведе исти такав експеримент, који прети да уништи цео град, док се суочава са подсвесном жељом да престане да буде Спајдермен, која му полако одузима моћи.
Снимање је почело у марту 2003. године у Њујорку, а такође се снимало у Лос Анђелесу. Филм је премијерно приказан 22. јуна 2004. године и приказивао се у ИМАКС биоскопима, као и у конвенционалним биоскопима. Зарадио је преко 783 милиона долара широм света и био је трећи најуспешнији филм из 2004. године и наишао је на позитиван пријем код критичара, а често га наводе као један од ретких филмских наставака који је надмашио свог претходника. Добио је Оскара за најбоље визуелне ефекте, а био је номинован за најбољи микс звука и најбољу монтажу звука; такође је освојио пет награда Сатурн, укључујући ону за најбољи фантастични филм и најбољу режију. Сматра се за један од најутицајнијих и најбољих суперхеројских филмова икада. Прати га наставак Спајдермен 3 (2007).

## Радња
Прошле су две године од смрти Нормана Озборна. Питер Паркер се отуђио од девојке која му се свиђа Мери Џејн Вотсон, најбољег пријатеља Харија Озборна и открива да је његова стрина Меј пред исељењем. Он се суочава са привременим, али честим губицима својих моћи, често у ситуацијама опасним по живот.
Хари, сада на челу Оскорповог генетичког и научно-истраживачког одсека, спонзорише фузијски пројекат нуклеарног научника Ота Октавијуса, који се спријатељи и постаје ментор Питеру. Приликом руковања опасним материјалима, Октавијус носи упртач снажних роботских кракова пипака са вештачком интелигенцијом. Током јавне демонстрације, којој присуствују Питер и Хари, енергетски шиљак узрокује дестабилизацију фузионог реактора. Октавијус одбија да искључи реактор, који постаје ван контроле - убија његову жену и спаљује чип који спречава да краци допру до његовог нервног система. Питер прекида експеримент и уништава га.
У болници, доктори се спремају да хируршки одстране Октавијусове краке. Без чипа који их спречава, краци су развили осећаје и нападају их. По повратку свести и виђењу покоља, Октавијус бежи и тражи уточиште у луци. Вештачка интелигенција крака све више утиче на њега и он пљачка банку, како би финансирао други експеримент. Питер и Меј су том приликом тамо и Октавијус узима Меј као таоца. Питер је спашава, али Октавијус бежи са украденим новцем. Новине Дејли Бигл затим називају научника „Доктор Октопус”.
Мери Џејн постаје вереница астронаута Џона Џејмисона, сина Бигловог издавача Џ. Џоне Џејмисона. Питер претрпи емоционални слом због своје неспособности да уравнотежи свој живот и губи своје моћи. Он напушта свој идентитет Спајдермена, враћа се нормалном животу и покушава да се помири са Мери Џејн. Ђубретар доноси Питеров Спајдермен костим Џејмисону, који прима заслуге за Спајдерменово одустајање. Питер говори Меј истину о смрти стрица Бена и како је он одговоран за то. Меј му опрашта, али пораст криминала у Њујорку забрињава Питера.
Пошто му је потребан изотоп трицијума да напуни свој реактор, Октавијус посети Харија да га затражи. Хари пристаје у замену за Спајдермена, за кога верује да је крив за Норманову смрт. Говори Октавијусу да потражи Питера, за кога Хари верује да је Спајдерменов пријатељ, али говори Октавијусу да га не повреди. Октавијус налази Питера, говори му да нађе Спајдермена и хвата Мери Џејн. Њена угроженост доводи до тога да се Питерове моћи враћају. Када Џејмисон признаје да је погрешио о Спајдермену, Питер узима свој костим назад из Бигла и иде за Октавијусом.
Док се Питер бори са Октавијусом, они падају на воз њујоршког метроа. Октавијус саботира контроле и оставља Питера да спаси путнике, што он ради са великим физичким губитком. Када се онесвести од исцрпљености, захвални путници спречавају га да падне и уносе га у воз, видећи његово немаскирано лице, али обећавају да никоме неће рећи. Узалуд покушавају да га одбране од Октавијуса, који хвата Питера и доставља га Харију.
Након што је дао Октавијусу трицијум, Хари се припрема да убије Спајдермена, али је шокиран када сазнаје да је Питер испод маске. Питер убеђује Харија да га упути до Октавијусове јазбине, јер су веће ствари у питању. Када Спајдермен дође докторове лабораторије на води, покушава да спасе Мери Џејн. Октавијус га открива и они се боре, док нуклеарни реактор губи контролу. Питер освешћује Октавијуса, откривајући му свој идентитет и наговара га да пусти свој сан, ради већег добра. Октавијус командује крацима да му се повинују и даје свој живот да би уништио експеримент. Мери Џејн открива Спајдерменов прави идентитет и осећања, за шта он говори да због тога не могу бити заједно. Питер враћа Мери Џејн Џону и одлази.
Харија посећује визија његовог оца у огледалу, говорећи Харију да освети његову смрт. Одбијајући да повреди Питера, Хари разбија огледало, ненамерно откривајући тајну собу која садржи прототипе опреме Зеленог Гоблина. На дан свог венчања, Мери Џејн оставља Џона на олтару и одлази до Питеровог стана. Након што се пољубе, они чују полицијске сирене и Мери Џејн га охрабрује да им помогне као Спајдермен.

## Улоге
| Глумац         | Улога                             |
| -------------- | --------------------------------- |
| Тоби Магвајер  | Питер Паркер / Спајдермен         |
| Кирстен Данст  | Мери Џејн Вотсон                  |
| Џејмс Франко   | Хари Озборн                       |
| Алфред Молина  | др Ото Октавијус / Доктор Октопус |
| Роузмери Харис | Меј Паркер                        |
| Џ. К. Симонс   | Џ. Џона Џејмисон                  |
| Дона Мерфи     | Розали Октавијус                  |
| Елизабет Бенкс | Бети Брант                        |
| Данијел Гилис  | Џон Џејмисон                      |
| Дилан Бејкер   | др Курт Конорс                    |
| Бил Нан        | Џозеф „Роби” Робертсон            |
| Тед Рејми      | Тед Хофман                        |
| Иља Баскин     | господин Диткович                 |
| Магеина Тава   | Урсула Диткович                   |
| Ванеса Ферлито | Луиз                              |
| Асиф Мандви    | господин Азиз                     |
| Клиф Робертсон | Бен Паркер                        |
| Вилем Дафо     | Норман Озборн / Зелени гоблин     |

## Продукција

### Развој
Одмах након завршетка филма Спајдермен, режисер Сем Рејми је уз помоћ Џејмса Келтија, почео да прави планове за наставак. У априлу 2002. године, Сони је запослио Алфреда Гофа и Мајлса Милара да напишу сценарио у коме ће Доктор Октопус, Гуштер и Црна мачка бити зликовци. 8. маја исте године, када је Спајдермен зарадио рекордних 115 милиона долара током првог викенда приказивања, Сони пикчерс је најавио наставак за 2004. годину. Првобитно назван Чудесни Спајдермен, као што је његов главни назив у стриповима, филму је дозвољен буџет од 200 милиона долара и најављен му је излазак за 7. мај 2004. године. Следећег месеца, Дејвид Кеп је унајмљен како би помогао Гофу и Милару око сценарија.
У септембру 2002. године, Мајкл Шејбон је унајмљен да доради сценарио. Он је осмислио идеју за млађег доктора Октопуса, који се заљубљује у Мери Џејн. Његови механички краци користе ендорфин како би неутрализовали бол закачености за његово тело, због чега он ужива. Када он повреди двоје људи на састанку, то ужасава Мери Џејн и резултује његовој борби са Спајдерменом, током које се његови краци спајају и њихова фузија почиње да га убија. У овом сценарију, Октавијус је креатор генетски конструисаног паука из првог филма и он даје Питеру противотров како би се решио његових моћи; ово значи да када Октавијус умире са својим крацима, он жели да извади Спајдерменову кичму како би спасао себе. Ово доводи до савеза са Харијем (детаљ који је завршио у коначном филму). Пре тога, Хари и новине Дејли бигл су ставили награду од 10 милиона долара за Спајдерменову главу, што је узроковало томе да се грађани окрену против њега. Продуцент Ави Арад је одбацио идеју о љубавном троуглу и идеју да Хари уцени Спајдерменову главу.
Рејми је из скрипти Гофа, Милара, Кепа и Шејбона изабрао оно што му се свидело, заједно са Алвином Саргентом. Он је осетио да тематски, филм треба да истражи конфликт Питерових личних потреба и његове одговорности, објашњавајући позитивне и негативне стране његовог изабраног пута и да покаже како он постаје срећан као херојска фигура. Рејми је изјавио како је причу делимично инспирисао филм Супермен 2, у коме такође насловни лик одбацује своје одговорности. Прича је већим делом преузета из стрипа Чудесни Спајдермен број 50 „Спајдермен, не више!” Одлучено је да ће Доктор Октопус бити задржан као зликовац, зато што је он у исто време интересантан зликовац који је достојан противник Спајдермену и симпатичан лик, који је хуман, због чињенице да је лик стално био разматран за зликовца у првом филму о Спајдермену након развоја од 15 година. Рејми је променио већину приче о лику, додајући идеју да је Ото Октавијус херој Питера Паркера и како је њихов конфликт о томе како Спајдермен жели да га спасе од његових мисли, уместо да га убије.

### Снимање
Спајдермен 2 је снимљен на преко 100 сетова и локација, почињући са дводневним снимањем у Чикагу у новембру 2002. године. Филмска екипа је снимала на возу серије 2200 и поставила је шеснаест камера, које су снимале сцену борбе Спајдермена и доктора Октопуса. Главно снимање је почело 21. априла 2003. године у Њујорку и Чикагу. Екипа се 13. маја исте године преселила у Лос Анђелес, где су снимали на десет главних сетова које је креирао дизајнер продукције Нил Списак. Упркос болу у леђима, Тоби Магвајер је извео многе своје каскаде, а такође се шалио са Рејмијем око тога, да је он убацио реченицу „Моја леђа, моја леђа” у сценарио, за сцену у којој Спајдермен покушава да поврати своје моћи. Чак је и Роузмери Харис извела већину својих каскада, не захтевајући каскадере. Насупрот њима Алфред Молина се нашалио да су га његови каскадери „преварили” да он сам изводи своје каскаде.
Снимање је прекинуто на осам недеља, како би се направила Октавијусова јазбина на пристаништу. То је била Спискова идеја, да искористе срушено пристаниште за Октвијусову јазбину, стилски приказујући његову претходну лабораторију која је експлодирала и представљајући како се Октавијусов живот распао и како је он постао још више монструозан, евоцирајући на Фрица Ланга и на филм Кабинет доктора Калигарија. Снимање је настављено на том сету, коме је требало петнаест недеља да се изгради, што је заузело Сонијев сет 30. Био је 18 са 37 метара дуг и 12 метара висок, а направљен је и за четвртину мањи сет, за последњу сцену у којој се руши. Снимање је и даље трајало у децембру 2003. године.
Систем камера, назван Спајдер-камера је коришћен како би дозволио режији да што боље искаже Спајдерменов поглед на свет, који је с времена на време испуштан педесет спратова и снимао у дужини од преко 730 метара у Њујорку и 980 метара у Лос Анђелесу. За поједине снимке, камера је снимала шест фрејмова по секунди за бржи плејбек убрзавајући до брзине звука. Снимци снимљени Спајдер-камером су унапред испланирани у дигиталним верзијама градова, а померање камере је контролисано са контролом покрета, због чега је снимање било ефикасно. Овакав систем камере је у претходном филму искоришћен само за последњу сцену.

### Визуелни ефекти
Иако наизглед исти, дизајнер костима Џејмс Ечсон је направио бројне суптилне измене на костиму Спајдермена. Боје су постале обогаћеније и пуније, лого паука је добио елегантније линије и увећан је, очи на костиму су умањене и мишићаво одело испод костима је направљено у деловима, како би пружило бољи осећај покрета. Шлем који је Магвајер носио испод маске, такође је поправљен, са бољим покретима вештачке вилице и магнетним деловима за очи, које је било лакше померати.
Како би се направили механички краци Доктора Октопуса, компанија Edge FX је унајмљена да направи стезник, метални и гумени појас, гумену кичму и четири гумена, пеном испуњена крака која су била дуга 2,4 метра и укупно тешка 45 килограма. Канџе сваког крака је контролисао један луткар. Сваки крак је контролисало четворо људи, који су радили сваку сцену са Молином, како би додали природан начин померања, јер су се краци померали у складу са Октавијусовим померањем мишића. На сету, Молина је ословљавао своје краке са „Лари”, „Хари”, „Мо” и „Фло”, док је „Фло” био горњи десни крак, који је одрађивао највећи део посла. 
Компанија Edge FX је унајмљена да обави само оне сцене у којима је Октавијус носио своје краке. CGI је коришћен за сцене у којима краци носе Октавијуса: посебна опрема од 6 метара је померала Молину кроз окружење, док су компјутерски-генерисани краци додати тек касније. Компјутерски-генерисане верзија крака су направљене по узору на оне практичне. Међутим, у већини случајева су се користили практични краци, како би уштедели новац за анимацију и свака сцена је прво снимљена са тим крацима, како би се уверили да ли је компјутерска анимација заиста потребна. Након снимања њихових сцена, дизајнери звука су одлучили да за прављење звукова које производе краци искористе ланце мотоцикла и клавирске жице.

## Премијера

### Кућни медији
Филм је реализован на ДВД-у и ВХС-у 30. новембра 2004. године у Сједињеним Државама и задњи је филм о Спајдермену који је реализован на ВХС-у, док су ДВД и ВХС изашли у Аустралији 17. новембра исте године. Постојао је такође и колекционарски ДВД поклон сет, који је укључивао и стрип Чудесни Спајдермен број 50. ДВД и ВХС сетови су продати у преко 12 милиона комада и зарадили су преко 185 милиона долара у Сједињеним Државама. Филм је реализован на Сонијевом властитом УМД формату диска 2005. године, који је продат у преко милион примерака у Америци као део PlayStation Portable пакета.

#### Спајдермен 2.1(2007)
Продужена верзија филма, назван Спајдермен 2.1, изашао је на ДВД и Блу-реј формату 17. априла 2007. и 30. октобра 2007. године. Ово издање је укључивало осам минута нових сцена, са новим специјалним додацима који нису укључени у оригинално издање, као и претпреглед тада предстојећег Спајдермена 3. Ово издање је укључивало 3 нове, 1 алтернативну и 11 продужених сцена и додатак „Унутар Спајдермена 2.1”, са детаљима снимања овог издања. Слично издање је емитовано 2. јануара 2007. године на каналу FX, са ексклузивним претпрегледом Спајдермена 3.

## Пријем

### Зарада
Спајдермен 2 је зарадио 373,6 милиона долара у Сједињеним Државама и Канади и 415,4 милиона долара у остатку света, што укупно чини зараду од 789 милиона долара, наспрам буџета од 200 милиона долара.
Спајдермен 2 је изашао у америчким биоскопима 30. јуна 2004. године и зарадио је 40,4 милиона долара током првог дана приказивања, што је оборило рекорд од 39,4 милиона долара који је поставио први филм, а годину дана касније је и овај рекорд оборен од стране филма Ратови звезда — епизода III: Освета сита (50 милиона $). Такође је оборио и рекорд филма Господар прстенова: Повратак краља (34,5 милиона $) за најуспешнију зараду у среди и држао је овај рекорд три године, док га није престигао филм Хари Потер и Ред феникса (44,2 милиона $). Од петка до суботе зарадио је укупно 88,2 милиона долара, што га је учинило најуспешнијим филмом током викенда за Дан независности, оборивши рекорд филма Људи у црном 2 (52,1 милиона $), а седам година касније је овај рекорд оборио филм Трансформерси: Тамна страна Месеца (97,9 милиона $). Током својих првих шест дана приказивања, филм је зарадио преко 180 милиона долара. Са зарадом од 789 милиона долара широм света постао је трећи филм по укупној заради из 2004. године, иза филмова Шрек 2 и Хари Потер и затвореник из Аскабана. Филм је широм Сједињених Држава продао 60.158.700 улазница.

### Критике
На сајту Rotten Tomatoes, филм држи рејтинг 93% на основу 271 критике и просечну оцену 8,3/10. Тако једна критика каже: „Разметљив и забаван зликовац и дубљи емоционални фокус, ово је бистар наставак који је надмашио оригинални филм.” На сајту Метакритик, који додељује нормализовани рејтинг на оцену, израчуната је просечна оцена 83 од 100, на основу 41 критике, што указује на „универзално одобравање.” Публика је на анкети сајта CinemaScore дала филму просечну оцену „A–” на „A+ to F” лествици. Часопис Емпајер је ставио филм на 411. место на листи 500 најбољих филмова. 
Марк Каро из новина Чикаго трибјун је изјавио да је Молина био „угодно комплексан” зликовац и да је филм „побољшање у односу на свог претходника у скоро сваком погледу.” Кенет Туран, из Лос Анђелес тајмса, дао је филму 4 од 5 звездица и усагласио се са Кароом кад је изјавио: „Доктор Октопус хвата овај филм своја четири злокобна змијолика крака и одбија да га пусти.” Роџер Иберт, који је дао првом филму две и по звездице, дао је Спајдермену 2 савршене четири од четири звездице изјавивши: „Најбољи суперхеројски филм од кад је модерни жанр лансиран са филмом Супермен (1978)” и хвалио је филм за „безнапорне специјалне ефекте и људску причу, одржавајући своје паралелне радње живим и покретним.” Касније је изјавио да је ово четврти најбољи филм из 2004. године. Ричард Џорџ, из Ај-Џи-Ен-а, је изјавио: „Сем Рејми и његов тим за сценарио су осмислили незаборавну и неодољиву верзију Спајдерменовог класичног непријатеља. Ми смо скоро пожелели да на неки начин ретроактивно додају неке од ових елемената оригиналном лику.” 2016. године, Џејмс Харизма из часописа Плејбој ставио је филм на девето место на листи 15 наставака који су бољи од претходника.
Насупрот томе, Џејмс Хоберман из новина The Village Voice изјавио је да је прва половина филма „причљива на граници са досадном” и да филм често није успевао да покаже Рејмијеву идеју хумора. Чарлс Тејлор је рекао: „Грешка сценарија о Питеровој одлуци доводи до нарушавања квалитета Рејмијеве режије и бестежности Магвајера, који једноставно не наглашава присуство хероја” и сугерисао је да: „Кирстен Данст изгледа као да се грчевито бори против строгости, коју не може да представи.”

### Награде
Спајдермен 2 је освојио награду Оскар за најбоље визуелне ефекте и био је номинован за најбољи микс звука и најбољу монтажу звука, али је у овим категоријама изгубио од филмова Реј и Невиђени. Филм је освојио награду Сатурн за најбољег глумца, најбољег режисера, најбољи фантастични филм, најбоље специјалне ефекте и најбољи сценарио, а номинован је за најбољег споредног глумца и најбољу музику, али је изгубио од филмова Дан после сутра и Реј. Амерички филмски институт је ставио филм на списак десет најбољих филмова из 2004. године, а номинован је за место на листама најбољих десет фантастичних филмова, сто најинспиративнијих америчких филмова и сто најбољих америчких филмова.
| Награда                                    | Дан церемоније      | Категорија                                                           | Примаоци и кандидати                                                                                                   | Резултат   |
| ------------------------------------------ | ------------------- | -------------------------------------------------------------------- | --- | ---------- |
| Оскар                                      | 27. фебруар 2005.   | Најбоља монтажа звука                                                | Пол Н. Ј. Отосон | Номинација |
| Оскар                                      | 27. фебруар 2005.   | Најбољи микс звука                                                   | Кевин О’Конел, Грег П. Расел, Џефри Ј. Хабуш и Џозеф Геисингер                                                         | Номинација |
| Оскар                                      | 27. фебруар 2005.   | Најбољи визуелни ефекти                                              | Џон Дајкстра, Скот Стокдајк, Ентони Ламолинара и Џон Фрезијер                                                          | Освојено   |
| Награда Америчког филмског института       | 2005.               | Филм године                                                          | Спајдермен 2 | Освојено   |
| BMI Film and TV Awards                     | 18. мај 2005.       | BMI Film Music Award                                                 | Дани Елфман | Освојено   |
| БАФТА                                      | 12. фебруар 2005.   | Најбољи визуелни ефекти                                              | Џон Дајкстра, Скот Стокдајк, Ентони Ламолинара и Џон Фрезијер                                                          | Номинација |
| БАФТА                                      | 12. фебруар 2005.   | Награда за најбољи звук                                              | Кевин О’Конел, Грег П. Расел, Џефри Ј. Хабуш и Џозеф Геисингер                                                         | Номинација |
| БАФТА                                      | 12. фебруар 2005.   | Оринџ филм године                                                    | Спајдермен 2 | Номинација |
| Филмска награда по избору критичара        | 10. јануар 2005.    | Најбољи породични филм                                               | Спајдермен 2 | Номинација |
| Филмска награда по избору критичара        | 10. јануар 2005.    | Најбољи популарни филм                                               | Спајдермен 2 | Освојено   |
| Cinema Audio Society Awards                | 19. фебруар 2005.   | Најбољи микс звука у играном филму                                   | Кевин О’Конел, Грег П. Расел, Џефри Ј. Хабуш и Џозеф Геисингер                                                         | Номинација |
| Награда Емпајер                            | 13. март 2005.      | Најбољи глумац                                                       | Тоби Магвајер | Номинација |
| Награда Емпајер                            | 13. март 2005.      | Најбољи режисер                                                      | Сем Рејми | Освојено   |
| Golden Trailer Awards                      | 25. мај 2004.       | Летњи блокбастер 2004.                                               | Спајдермен 2 | Номинација |
| Награда Хјуго                              | 7. август 2005.     | Најбоља драмска презентација – Дугометражни филм                     | Спајдермен 2 | Номинација |
| Филмска награда Лондонског круга критичара | 9. фебруар 2005.    | Британски споредни глумац године                                     | Алфред Молина | Номинација |
| МТВ филмска награда                        | 4. јун 2005.        | Најбоља акциона сцена                                                | Спајдермен 2 | Номинација |
| МТВ филмска награда                        | 4. јун 2005.        | Најбољи филм                                                         | Спајдермен 2 | Номинација |
| МТВ филмска награда                        | 4. јун 2005.        | Најбољи зликовац                                                     | Алфред Молина | Номинација |
| People's Choice Awards                     | 9. јануар 2005.     | Омиљени играни филм                                                  | Спајдермен 2 | Номинација |
| People's Choice Awards                     | 9. јануар 2005.     | Најбоља хемија на екрану                                             | Кирстен Данст и Тоби Магвејер                                                                                          | Номинација |
| People's Choice Awards                     | 9. јануар 2005.     | Омиљени наставак                                                     | Спајдермен 2 | Номинација |
| People's Choice Awards                     | 9. јануар 2005.     | Омиљени филмски зликовац                                             | Алфред Молина | Номинација |
| Награда Сателит                            | 17. децембар 2005.  | Најбољи глумац у споредној улози, Драма                              | Алфред Молина | Номинација |
| Награда Сателит                            | 17. децембар 2005.  | Најбоља кинематографија                                              | Бил Поуп и Анет Хелмик                                                                                                 | Номинација |
| Награда Сателит                            | 17. децембар 2005.  | Најбољи додаци на ДВД-у                                              | Спајдермен 2 | Номинација |
| Награда Сателит                            | 17. децембар 2005.  | Најбоља филмска монтажа                                              | Боб Муравски | Номинација |
| Награда Сателит                            | 17. децембар 2005.  | Најбоља оригинална музика                                            | Дани Елфман | Номинација |
| Награда Сателит                            | 17. децембар 2005.  | Најбољи ДВД уопште                                                   | Спајдермен 2 | Освојено   |
| Награда Сателит                            | 17. децембар 2005.  | Најбољи звук (монтажа и микс)                                        | Кевин О’Конел, Грег П. Расел, Џефри Ј. Хабуш, Џозеф Геисингер, Пол Н. Ј. Отосон и Сузан Дудек                          | Номинација |
| Награда Сателит                            | 17. децембар 2005.  | Најбољи визуелни ефекти                                              | Џон Дајкстра, Скот Стокдајк, Ентони Ламолинара и Џон Фрезијер                                                          | Номинација |
| Награда Сатурн                             | 3. мај 2005.        | Најбољи фантастични филм                                             | Спајдермен 2 | Освојено   |
| Награда Сатурн                             | 3. мај 2005.        | Најбољи глумац                                                       | Тоби Магвајер | Освојено   |
| Награда Сатурн                             | 3. мај 2005.        | Најбољи споредни глумац                                              | Алфред Молина | Номинација |
| Награда Сатурн                             | 3. мај 2005.        | Најбољи режисер                                                      | Сем Рејми | Освојено   |
| Награда Сатурн                             | 3. мај 2005.        | Најбољи сценарио                                                     | Алвин Саргент | Освојено   |
| Награда Сатурн                             | 3. мај 2005.        | Најбоља музика                                                       | Дани Елфман | Номинација |
| Награда Сатурн                             | 3. мај 2005.        | Најбољи специјални ефекти                                            | Џон Дајкстра, Скот Стокдајк, Ентони Ламолинара и Џон Фрезијер                                                          | Освојено   |
| Награда Сатурн                             | 3. мај 2005.        | Најбоље ДВД специјално издање                                        | Спајдермен 2 | Номинација |
| Visual Effects Society Award               | 16. фебруар 2005.   | Најбољи визуелни ефекти године                                       | Џон Дајкстра, Лидија Ботегони, Ден Ејбрамс и Џон Монос                                                                 | Номинација |
| Visual Effects Society Award               | 16. фебруар 2005.   | Најбоља композиција у играном филму                                  | Колин Дробнис, Грег Дорочи, Блејн Кенисон и Кен Лем                                                                    | Освојено   |
| Visual Effects Society Award               | 16. фебруар 2005.   | Најбоља креирана околина у играном филму                             | Ден Ејбрамс, Дејвид Емери, Ендру Норот и Џон Харт                                                                      | Освојено   |
| Visual Effects Society Award               | 16. фебруар 2005.   | Најбољи перформанс глумца или глумице у филму са визуелним ефектима  | Алфред Молина | Освојено   |
| Visual Effects Society Award               | 16. фебруар 2005.   | Најбољи специјални ефекти у служби визуелних ефеката у играном филму | Џон Фрезијер, Џејмс Д. Швалм, Џејмс Негл и Дејвид Емборн                                                               | Номинација |
| Visual Effects Society Award               | 16. фебруар 2005.   | Најбољи визуелни ефекти у филму са визуелним ефектима                | Џон Дајкстра, Лидија Ботегони, Ентони Ламолинара и Скот Стокдајк                                                       | Номинација |
| World Stunt Awards                         | 25. септембар 2005. | Најбоља каскада коју је извео каскадер                               | Крис Данијелс и Мајкл Хагинс                                                                                           | Освојено   |
| World Stunt Awards                         | 25. септембар 2005. | Најбоља специјална каскада                                           | Тим Стормс, Гарет Ворен, Сузи Парк, Патриша М. Питерс, Норб Филипс, Лиза Хојл, Кевин Л. Џексон и Клеј Донахју Фонтенот | Номинација |
| World Stunt Awards                         | 25. септембар 2005. | Најбољи рад са возилом                                               | Тед Грифит, Ричард Барден, Скот Роџерс, Дарин Прескот и Марк Норби                                                     | Номинација |

## Наслеђе
Иако су га многи суперхеројски филмови базирани на стриповима пратили, Спајдермен 2 још увек заузима највиша места као један од најомиљенијих филмова овог жанра. 2012. године, сајт Ask Men је написао: „Ово је најбоље филмско остварење о Спајдермену и нека је срећно свакоме ко пожели да га надмаши.” 2013. године, ScreenCrush је написао: 
Друго остварење Сема Рејмија о хероју који се њише мрежама је савршенство које суперхеројски филм може да постигне, успевши у сваком аспекту онога што је сјајно у вези хероја, без жртвовања уникатног тона који је поставио први филм. Како Рејми успева да направи филм који је у исто време смешан, меланхоличан, романтичан, застрашујући, мелодраматичан, лудо напет и емоционално испуњен? Нека врста кинематографске алхемије, изгледа.
Часопис Форбс га је описао као: „Не само један од најбољих наставака икада, него и један од најбољих филмова овог жанра, тачка.” 2014. године, Yahoo! Movies је написао: „Најбољи Рејмијев суперхеројски филм, који је још увек свеж.” и 2018. године, Film School Rejects назвао га је „најбољим летњим филмом икада” и изјавио је „емоционална и калкулисана прича стоји изнад модерних летњих филмова,” као што су Осветници и Мрачни витез.
Сцена на почетку филма, у којој Питер доставља пицу и говори „Време је за пицу”, је постала популарни мим на интернету.

## Видео игра
Како би се поклопила са премијером филма, истоимена видео игра је реализована за платформе Game Boy Advance, Nintendo GameCube, Microsoft Windows, PlayStation 2 и Xbox 28. јуна 2004. године. Уследила су издања за PlayStation Portable и Nintendo DS. Ова игра служила је као наставак игре Спајдермен из 2002. године. Развила ју је компанија Treyarch, а објавила ју је компанија Activision.
Верзије Спајдермен 2 конзола су добро примљене, са изузетком код PC/Mac верзија. Када је изашла, игра је продата у преко 2 милиона примерака у Северној Америци до 7. јула 2004. године. 